# Problématique du matériel lors de la guerre israélo-arabe de 1948
L'armement, mais également l'équipement, l'approvisionnement et la logistique sont au cœur de tout conflit. C'est d'autant plus vrai lors de la guerre israélo-arabe de 1948 qui voit s'affronter des protagonistes, juifs et Arabes palestiniens, qui ne disposent pas des infrastructures et de la reconnaissance de pays disposant d'armées de métier.

## Soutien du bloc de l'est
Dans le contexte de l'embargo imposé par les pays occidentaux aux belligérants palestiniens, juifs comme arabes, et dans le contexte du manque important de matériel, le non-respect de l'embargo et le soutien logistique tchécoslovaque décidé par Staline ont joué dans la guerre un rôle d'importance différemment appréciée.
Des motivations avancées pour le choix de Staline sont le soutien soviétique au Plan de partage et un intérêt à aider financièrement la Tchécoslovaquie pour diminuer sa frustration à devoir renoncer au plan Marshall.
L'ampleur et le rôle concret de ce soutien sont controversés. Les chiffres avancés par les historiens varient. Gelber parle de « petites livraisons arrivées par air de Tchécoslovaquie (…) à partir d'avril 1948 ». Les historiens et les commentateurs (pro-)palestiniens y voient un soutien déséquilibré en faveur du Yichouv étant donné que les Arabes palestiniens n'ont pas bénéficié d'un soutien équivalent. Ce à quoi les historiens et commentateurs (pro-)israéliens répondent que cet embargo ne concernait pas les États arabes souverains qui constituaient la plus grande menace pour le Yichouv. Toutefois cet embargo leur est étendu en mai par le Conseil de sécurité des Nations unies, ce qui leur cause de gros problèmes. En plusieurs circonstances, cet embargo ne sera d'ailleurs pas respecté par les Britanniques,.
Par l'intermédiaire du capitaine syrien Abdel Aziz Kerine, la Syrie achètera en Tchécoslovaquie, auprès du même fabricant que les sionistes des armes pour l'Armée de libération arabe. Ces armes ne parviendront néanmoins pas aux combattants car des agents juifs feront couler le bateau dans le port italien de Bari. Après son renflouage, le bateau partira pour la Syrie en août 1948 mais sera intercepté par la marine israélienne qui en saisira le contenu.

## Dans le camp du Yichouv
David Ben Gourion est conscient de l’importance essentielle de préparer le Yichouv à la guerre qui suivra le départ des Britanniques. Pour s’y préparer plusieurs missions sont mises en place.

### Opération Balak

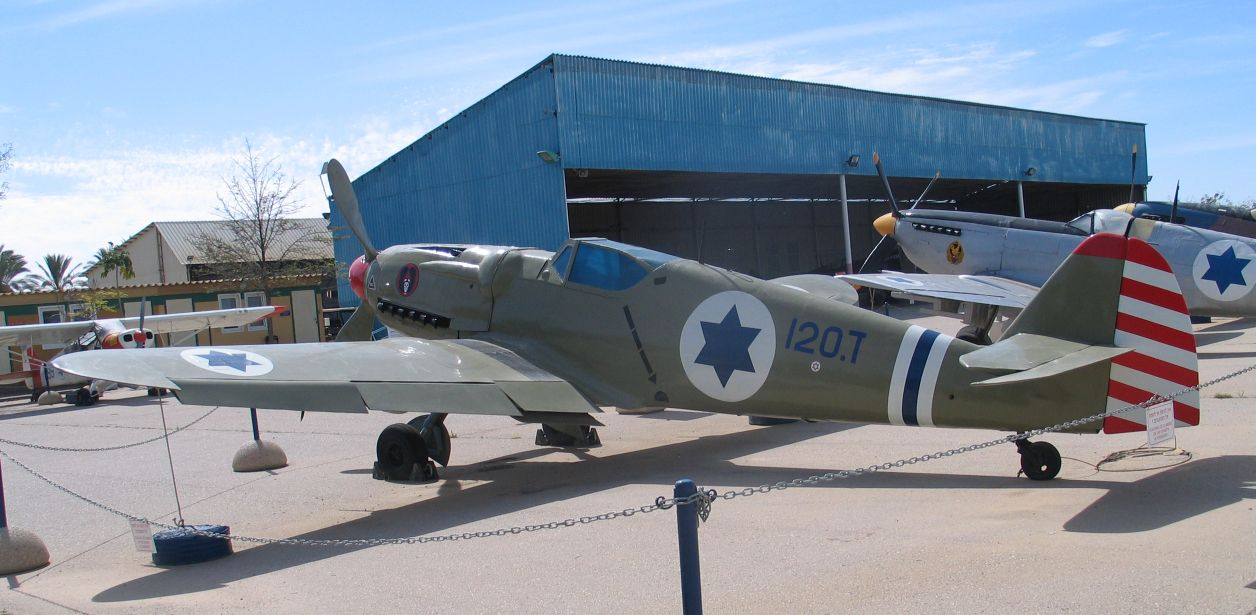
Messerschmidt AVIA S-199 vendu par la Tchécoslovaquie.

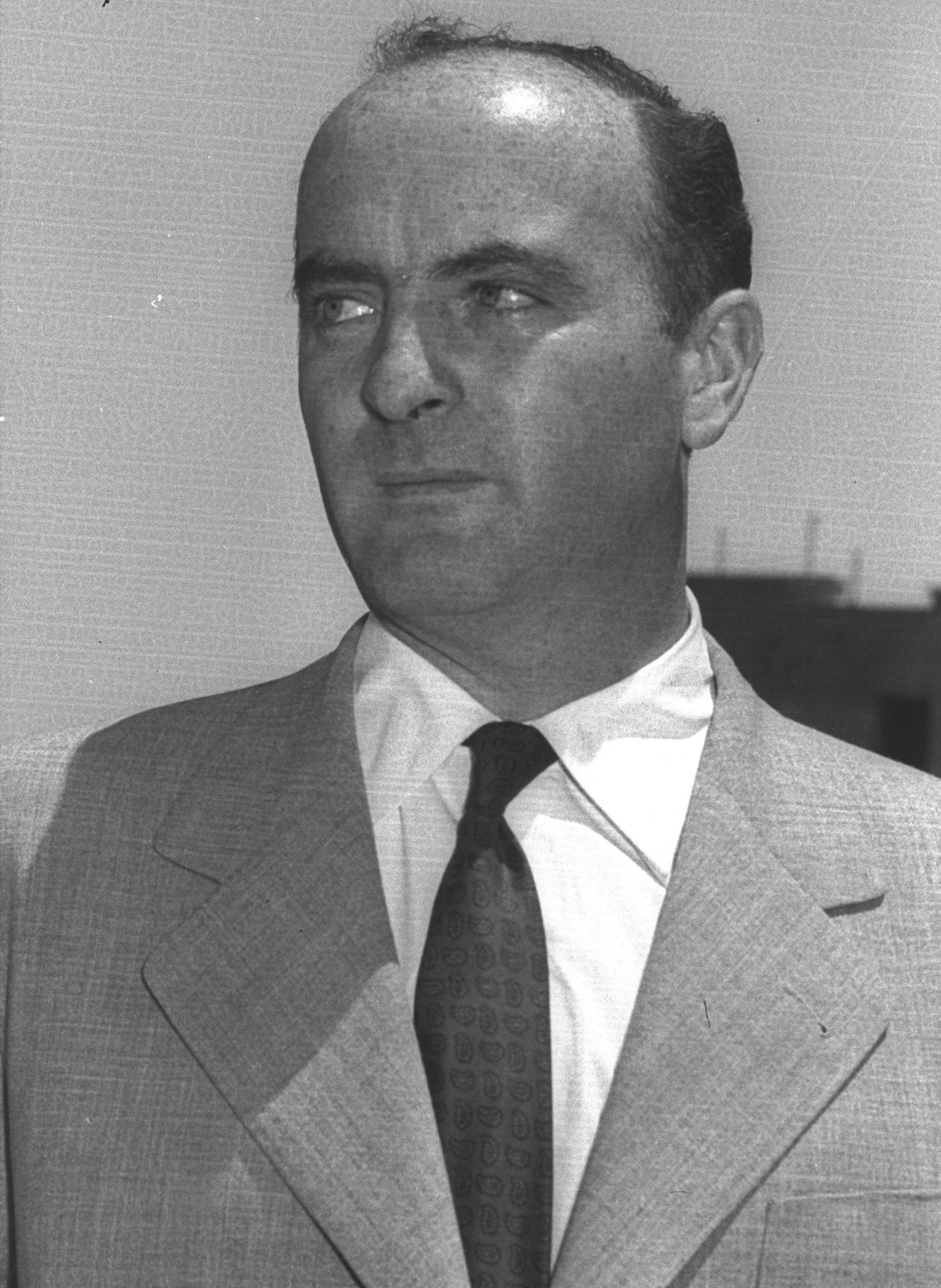
Ehoud Avriel.

Dès le lendemain du vote à l'ONU, Ben Gourion confie à Ehoud Avriel la mission d’aller en Europe se procurer des armes pour la Haganah. Ehud Avriel est un agent juif dont l’organisation a contribué durant la Seconde Guerre mondiale à sauver des mains des nazis plusieurs dizaines de milliers de Juifs. Dans un premier temps, l'objectif est de se procurer 10 000 fusils, 1 000 000 de cartouches, 1 000 mitraillettes et 1 500 mitrailleuses. Il dispose pour cela d’un budget de 1 000 000 $ à l’Union des banques suisses. En utilisant de faux documents à l’en-tête officiel de l’Éthiopie, tels que ceux qu’il avait utilisés pour organiser l’envoi en Palestine de clandestins, il acquiert des armes en Tchécoslovaquie.
Le 14 janvier, il signe un contrat d'un montant de 12 280 000 $ incluant l'achat de 24 500 fusils, 5 000 mitrailleuses légères, 200 mitrailleuses lourdes, 54 000 000 cartouches et 25 Messerschmitts. Le journal israélien Haaretz du 9 mai 2006 cite des chiffres encore plus importants en rapportant une exposition tchèque sur cet épisode de l'histoire : il se serait en fait agi de 50 000 fusils, 6 000 mitrailleuses, 90 millions de cartouches, 25 Messerschmitts avec dans la seconde moitié de l'année 1948, 56 Spitfire. Walid Khalidi rapporte que dans le cadre des accords signés entre Ehoud Avriel et le gouvernement tchécoslovaque, 10 740 fusils, 1 200 mitrailleuses, 26 canons et 11 000 000 de cartouches vont être vendus au Yichouv et acheminés en Palestine via l'aéroport de Zatec avant la fin du mandat.
Avriel acquiert également un Douglas DC-4, au nom de code « Balak-1 » qui permettra d'acheminer début avril un premier lot comprenant 140 mitrailleuses MG34 et plusieurs dizaines de milliers de cartouches. Le reste suivra et se révélera essentiel dans le cadre de l'opération Nahshon. Après la déclaration d'indépendance, dans leur soutien à la cause sioniste, les Soviétiques mettent l'aérodrome de Zatec (Tchécoslovaquie) et son personnel au service d'Israël. Le 13 mars, un C-69 Constellation après le 15 mai deux DC-4 supplémentaires acquis officiellement par l'État d'Israël participeront au pont aérien de l'opération Balak. Le 20 mai, le même DC-4 transportera un Messerschmitt 109, le premier avion de la future force aérienne israélienne.

### Matériel
Les armes ne suffisent pas. Ben Gourion confie à Xiel Federman, un jeune homme d'affaires très débrouillard qui a fait fortune dans la région de Haïfa, la mission d’acquérir le reste de l’équipement et du matériel indispensable pour mettre sur pied une armée de 16 000 hommes. Le 25 décembre 1947, à Anvers, il achète dans les surplus militaires de l’armée américaine : « half-tracks, ambulances, camions-citernes, remorques, jeeps, transports de munitions, tentes, casques, fils, câbles, tuyaux, radios, téléphones de campagnes, talkie-walkies, générateurs, cartouchières, caleçons, chaussettes, brodequins, chandails, treillis, lampes de poches, trousses de secours, produits prophylactiques… ». Un équipement essentiel dans le cadre de l'équipement d'une armée.

### Finances
Il faut aussi payer ce matériel. Or, vers fin décembre 1947, Eliezer Kaplan, le trésorier de l'Agence juive, revient avec de mauvaises nouvelles des États-Unis dont la communauté juive est le principal bailleur de fonds du mouvement sioniste. Ceux-ci sont lassés des appels incessants du Yichouv. Devant l’importance du problème, David Ben Gourion veut se rendre en personne aux États-Unis. Lors d’une réunion avec les membres de l’Agence juive, c’est finalement Golda Meir qui est choisie pour cette mission. Elle reviendra avec des résultats qualifiés d’inespérés, à la suite notamment d'un discours qui enflamma la communauté juive de Chicago et résumé par Lapierre et Collins :

« Il faut me croire si je vous dis que je ne suis pas venue aux États-Unis dans la seule intention d’empêcher que sept cent mille Juifs soient rayés de la surface du globe. Durant ces dernières années, les Juifs ont perdu six millions des leurs et ce serait, de notre part, une grande présomption que de rappeler aux Juifs du monde entier que quelques centaines de milliers de leurs frères sont en danger de mort. Mais si ces sept cent mille Juifs viennent à disparaître, il n’est pas douteux que pendant des siècles il n’y aura plus de peuple juif, plus de nation juive et que ce sera la fin de toutes nos espérances. Dans quelques mois, un État juif doit exister en Palestine. Nous luttons pour qu’il voie le jour. C’est naturel. Il nous faut payer pour cela et verser notre sang. C’est normal. Les meilleurs d’entre nous tomberont. C’est certain. Mais ce qui est également certain, c’est que notre moral, quel que soit le nombre de nos envahisseurs, ne flanchera pas. »

Elle indique alors à ses auditeurs que les envahisseurs viendraient avec de l’artillerie et des blindés.

« Contre de telles armes, notre courage, tôt ou tard, n’aura plus de raison d’être puisque nous aurons cessé d’exister… Mes amis, nous vivons un présent très bref. Lorsque je vous dis que nous avons immédiatement besoin de cette somme, ce n’est pas le mois prochain ou dans deux mois. C’est tout de suite ! Il ne vous appartient pas de décider si nous devons ou non poursuivre le combat. Nous nous battrons. Jamais la communauté juive de Palestine ne hissera le drapeau blanc devant le Grand Mufti de Jérusalem. Mais il vous appartient de décider qui remportera la victoire, nous ou le Mufti. »

Ce sont 25 000 000 $ que Golda Meir rapportera des États-Unis. De manière générale, sur les 129 000 000 de dollars récoltés entre octobre 1947 et mars 1949 pour la cause sioniste, plus de 78 000 000 vont être consacrés à l'armement.

### Autres

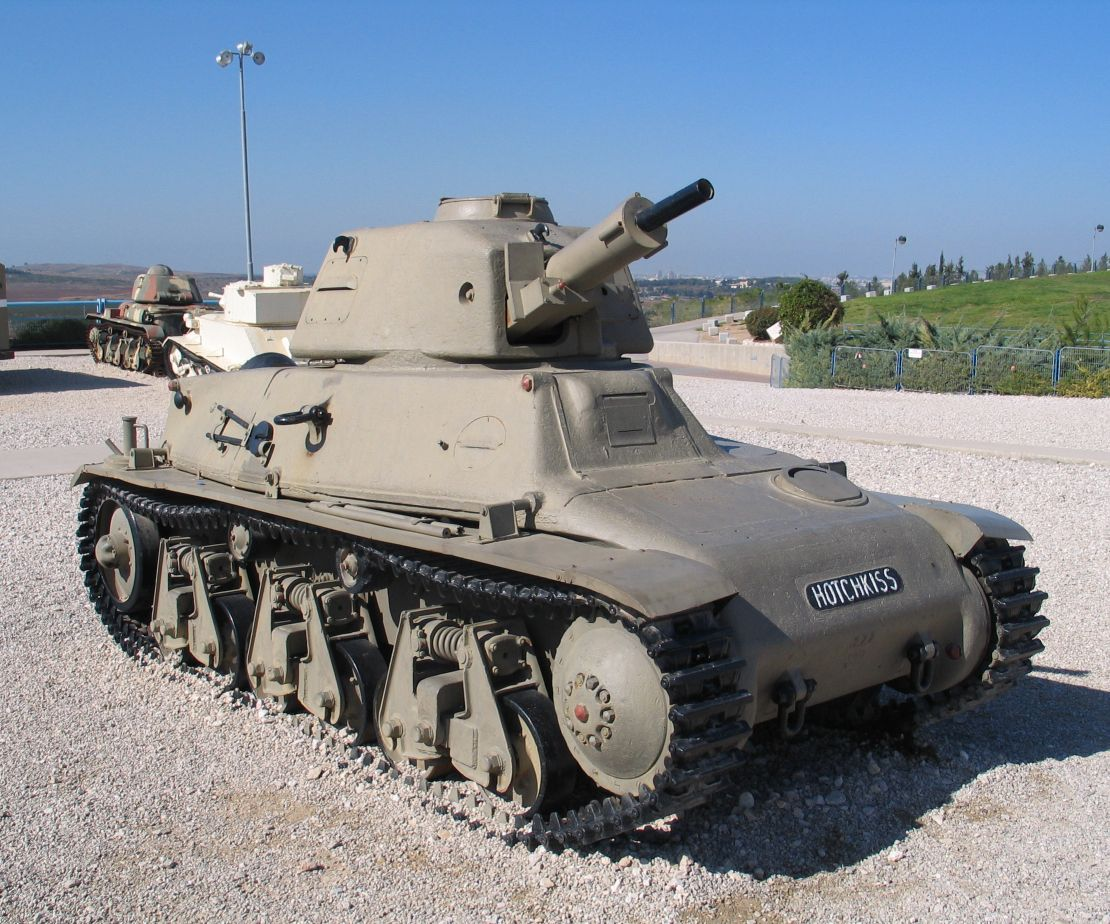
Un Hotchkiss H-39 vendu par la France (Yad la-Shiryon Museum, Israël)

D’autres agents agissent en parallèle. Grâce à des fonds fournis par Rudolph Sonnenbor, Chaim Slavine se procure aux États-Unis du matériel d’occasion qui permettra, une fois les Britanniques partis, de produire 50 000 cartouches par jour ainsi que des mitrailleuses et certains composants pour obus de mortiers de 88. Ceux-ci sont complètement démontés et les pièces mélangées puis envoyées en Palestine en tant que pièces détachées pour matériel agricole de manière à ne pas éveiller les soupçons des douaniers. Ces machines seront utilisées dans les ateliers clandestins de Joseph Avidar dans le kibboutz de Maagan Michael pour produire plus de 3 000 000 de cartouches avant juillet 1948. Ses ateliers fabriqueront également 600 voitures blindées, dont la majeure partie seront détruites lors de la guerre civile, mais qui permettront le ravitaillement de Jérusalem.
Malgré l'embargo, la France livre 10 chars Hotchkiss H-39 dans le courant du mois de juin. Cette décision est entérinée par le Conseil des ministres du 16 mars 1948.
Les milices d’extrême-droite du Lehi et l’Irgoun se procurent également des armes en contrebande, comme l’illustre l’épisode de l’Altalena.

## Dans le camp palestinien
Le Haut Comité arabe est nettement moins bien organisé que le Yichouv. Tout au long de la guerre civile, il se procurera 6 000 petites pièces d'armement, 500 mitrailleuses, 124 bazookas, 23 mortiers, 66 pièces d'artillerie et anti-aériennes de calibres divers et 7 000 000 de cartouches mais celles-ci n'arriveront qu'après l'entrée des forces arabes régulières en Palestine et finiront par être confisquées par la Légion arabe. Lapierre et Collins relatent la vente par deux policiers britanniques de leur automitrailleuse pour la somme de 1 000 livres.

## Dans le camp arabe
L'armement de l'Armée de libération arabe est fourni par la Syrie et financé par la Ligue arabe. En décembre 1947, le capitaine Abdel Aziz Kerine signe un contrat avec la Tchécoslovaquie pour l'achat d'armes et de munitions. Le bateau devant transporter les armes est coulé dans le port de Bari. Le navire sera renfloué en août 1948 mais cette fois à destination des combattants palestiniens mais la marine israélienne intercepte le navire et en saisit la cargaison.

## Annexe